# Rosulna
Rosulna (ukr. Росільна) – wieś w rejonie bohorodczańskim obwodu iwanofrankiwskiego. Miejscowość liczy 3212 mieszkańców.
Południową część wsi stanowi dawniej odrębna wieś Bania. W 1854 roku Rosulna liczyła 1002 a Bania 715 mieszkańców.
W II Rzeczypospolitej miejscowość była siedzibą gminy wiejskiej Rosulna w powiecie nadwórniańskim województwa stanisławowskiego.